# Carinzia (provincia storica slovena)

Le province storiche della Slovenia: La Carinzia Slovena è la numero 3 ed è evidenziata in giallo

La Carinzia (in sloveno Koroška) è una delle 5 province storiche della Slovenia.